# Tom Tullemans
Tom Tullemans (Weert, 13 mei 1958) is een voormalig Nederlands voetbalkeeper die tijdens zijn profloopbaan uitsluitend voor FC VVV uitkwam.
Tullemans kwam op 18-jarige leeftijd in 1976 over van amateurclub Wilhelmina '08 naar FC VVV. In zijn eerste drie seizoenen was hij vierde keus, achter Eddy Sobczak, Jochen Vieten, Henny Ardesch en later Antoon Honings. In het seizoen 1979-80, zijn vierde jaar bij de Venlose club, werd hij na het vertrek van Sobczak en Honings tweede doelman. Omdat Vieten tijdens de wedstrijd Fortuna Sittard - FC VVV op 29 augustus 1979 uitviel met een gebroken neus, mocht Tullemans in die wedstrijd als invaller zijn competitiedebuut maken. De Weertenaar bleef de rest van het seizoen onder de lat staan en kwam uiteindelijk zo tot 33 competitiewedstrijden. Het daaropvolgende seizoen, 1980-81, begon Tullemans als eerste keus. Vanwege enkele zwakkere optredens gaf trainer Jan Morsing na de wedstrijd FC VVV - FC Volendam op 5 april 1981 zijn voorkeur aan de tijdelijk bij VVV teruggekeerde Eddy Sobczak. Het zou uiteindelijk Tullemans' laatste competitieduel blijken te zijn geweest. In het daaropvolgende jaar werd hij weer tweede keus achter de nieuw aangetrokken doelman Gerrit Vooys die het hele seizoen 1981-82 geen wedstrijd zou missen. In 1982, na zes contractjaren bij VVV, keerde Tullemans het betaald voetbal de rug toe. Samen met zijn ploegmaat Jos Luhukay vertrok hij naar de amateurs van SV Venray, waar hij in het seizoen 1984-85 ook nog even interim-trainer was na het ontslag van Henk Rayer. In 1985 keerde hij terug naar zijn oude club Wilhelmina ‘08. Na een seizoen bij Wilhelmina stopte hij tijdelijk met keepen om twee jaar later zijn rentree te maken als doelman bij SV Panningen. Daar beëindigde hij in 1990 definitief zijn keepersloopbaan.

## Clubstatistieken
| Seizoen         | Club            | Competitie      | Competitie | Competitie | Beker | Beker | Overige | Overige | Totaal | Totaal |
| Seizoen         | Club            | Competitie      | Wed.       | Dlp.       | Wed.  | Dlp.  | Wed.    | Dlp.    | Wed.   | Dlp.   |
| --------------- | --------------- | --------------- | ---------- | ---------- | ----- | ----- | ------- | ------- | ------ | ------ |
| 1976/77         | FC VVV          | Eredivisie      | 0          | 0          | 0     | 0     | —       | —       | 0      | 0      |
| 1977/78         | FC VVV          | Eredivisie      | 0          | 0          | 0     | 0     | 0       | 0       | 0      | 0      |
| 1978/79         | FC VVV          | Eredivisie      | 0          | 0          | 0     | 0     | —       | —       | 0      | 0      |
| 1979/80         | FC VVV          | Eerste divisie  | 33         | 0          | 1     | 0     | —       | —       | 34     | 0      |
| 1980/81         | FC VVV          | Eerste divisie  | 24         | 0          | 3     | 0     | —       | —       | 27     | 0      |
| 1981/82         | FC VVV          | Eerste divisie  | 0          | 0          | 0     | 0     | 0       | 0       | 0      | 0      |
| Carrière totaal | Carrière totaal | Carrière totaal | 57         | 0          | 4     | 0     | 0       | 0       | 61     | 0      |